# Dreams (canção de Van Halen)
"Dreams" é o segundo single do álbum 5150, lançado pela banda de hard rock Van Halen, em 1986.
A canção chegou a posição de número 22 na Billboard Hot 100. Até hoje é uma das canções mais populares da banda, sendo usada em diversos lugares, inclusive aparecendo na trilha sonora do filme Power Rangers: O Filme, lançado em 1995

## Faixas
12" Single
| N.º | Título                      | Duração |  |
| 1.  | "Dreams" (Extended Version) | 5:07    |  |
| 2.  | "Inside" (LP Version)       | 5:02    |  |

## Posições nas paradas musicais
| País - Parada Musical (1986)            | Melhor posição |
| --------------------------------------- | -------------- |
| Alemanha - Germany Top 100 Singles      | 53             |
| Estados Unidos - Billboard Hot 100      | 22             |
| Estados Unidos - Mainstream Rock Tracks | 6              |
| Irlanda - IRMA                          | 25             |
| Reino Unido - UK Singles Chart          | 62             |